# 波波羅古洛伊斯物語
《波波羅克洛伊斯物語》是於《朝日小學生新聞》連載的漫畫作品，作者是田森庸介。其後，相繼改編為遊戲、動畫。
標題是由意大利語的「人們（popolo）」和法語的「交叉（croix）」所組成的造語，意義是「各種不同種族的人們的相會」，於故事中傳遞出跨越種族的思念、愛和朋友的重要性。

## 變遷
- 1978年 — 漫畫『ポポロクロイス物語』於雜誌『だっくす』（清彗社，期後改名『ぱふ』）初公開，在翌年一共連載了3話。
- 1984年10月 — 《朝日小学生新聞》開始連載漫畫『ポポロクロイス物語』
- 1994年 — 劇場用動畫『ポポロクロイス物語』製作試驗電影
- 1996年7月12日 — 索尼電腦娛樂（以下稱SCE）以及Epics製作的PlayStation用遊戲『ポポロクロイス物語』發售
- 1998年10月4日〜1999年3月28日 — 動畫『ポポロクロイス物語』於東京電視台放送（製作：Aniplex）
- 1998年11月26日 — SCE發售PlayStation用遊戲『ポポローグ』
- 2000年1月27日 — SCE發售PlayStation用遊戲『ポポロクロイス物語II』
- 2002年6月20日 — SCE發售PlayStation 2用遊戲『ポポロクロイス〜はじまりの冒険〜』
- 2003年4月 — 雜誌『RIBON Original』（集英社）連載由井上多美子創作的『ポポロクロイス〜ピノンの大冒険〜』
- 2003年10月5日〜2004年3月28日 — 動畫『ポポロクロイス』於東京電視台放送
- 2004年3月18日 — SCE發售PlayStation 2用遊戲『ポポロクロイス〜月の掟の冒険〜』
- 2005年2月10日 — SCE發售PlayStation Portable用遊戲SCE『ポポロクロイス物語〜ピエトロ王子の冒険〜』
- 2005年5月19日 — SCE發行『ピエトロ王子の冒険』台灣版以及香港版。
- 2005年12月6日 — 美國Agetec發行『ピエトロ王子の冒険』美國版
- 2006年6月16日 — 英國Ignition Entertainment發行『ピエトロ王子の冒険』歐洲版
- 2006年6月30日 — 美國Agetec發行『ピエトロ王子の冒険』澳洲版
- 2009年1月15日 — SCE配信RPG風格的i-mode用遊戲『ポポロクロイス物語 カードクエスト』
- 2011年2月28日 — MTI營運的SNS網站logtomo配信由SCE監修的Social Game『ポポロクロイス物語～夢と絆の冒険～』

## 作品

### 原作漫畫
在1981年於《朝日小学生新聞》開始連載。在1986年停止制作，截至現在也沒有再度連載。2003年由Poplar社發行全3卷的單行本。後於2017年修改版型為B6判，將彩頁還原，以及收錄作者加筆的「後記」，並稱為「決定版」復刻發行。
| 冊數   | 標題 | 發售日         | ISBN                   |
| ------ | ---- | -------------- | ---------------------- |
| 1      |      | 2003年5月1日   | ISBN 978-4-591-07634-7 |
| 2      |      | 2003年8月1日   | ISBN 978-4-591-07801-3 |
| 3      |      | 2003年11月1日  | ISBN 978-4-591-07893-8 |
| 決定版 |      |                |                        |
| 1      |      | 2017年9月12日  | ISBN 978-4-835-45496-2 |
| 2      |      | 2017年10月14日 | ISBN 978-4-835-45497-9 |
| 3      |      | 2017年11月18日 | ISBN 978-4-835-45498-6 |

### 遊戲
| 日文名稱                              | 名稱翻譯                              | 平台 | 發售日         | ASIN            |
| ------------------------------------- | ------------------------------------- | ---- | -------------- | --------------- |
| ポポロクロイス物語                    | 波波羅古洛伊斯物語                    | PS   | 1996年7月12日  | ASIN B000069SPR |
| ポポローグ                            |                                       | PS   | 1998年11月26日 | ASIN B00005OVMN |
| ポポロクロイス物語II                  | 波波羅古洛伊斯物語2                   | PS   | 2000年1月27日  | ASIN B000069SQI |
| ポポロクロイス はじまりの冒険         | 波波羅古洛伊斯 最初的冒險             | PS2  | 2002年6月20日  | ASIN B00006657B |
| ポポロクロイス 月の掟の冒険           | 波波羅克洛伊斯 月之戒律的冒險         | PS2  | 2004年3月18日  | ASIN B0000DG18B |
| ポポロクロイス物語 ピエトロ王子の冒険 | 波波羅古洛伊斯物語 皮耶多羅王子的冒險 | PSP  | 2005年2月10日  | ASIN B0007L8UJU |
| ポポロクロイス牧場物語                | 波波羅古洛伊斯牧場物語                | 3DS  | 2015年6月18日  | ASIN B00TJUPFAC |

### 動畫
- 火龍小武士 — 動畫第1作。
- 波波羅王國 — 動畫第2作。

## 作品世界觀

### 種族
在本作中，繼承了光之意志的種族—人族・妖精族・龍族・神族這4個基本種族登場。
人族
妖精族
由繼承了光之意志的精靈集結而生的種族。在遙遠過去時，大致分為森林妖精和海洋妖精，因月之戒律而無法互相交流。而心靈被闇之力所侵入的就稱為に闇之妖精。有著看見精靈的力量。一般妖精族體形比人間族小，而王族的人就與人間族同樣體形。
森林妖精族
頭上有一對觸覺，背後有著昆蟲的翅膀，能在於天空飛翔。接觸海水就會化為泡沫而死。
海洋妖精族
有著尖的耳朵，人魚的尾巴。能在水中暢泳，與浮在海面上。登陸陸地就會化為砂粒而死。
龍族
神族

### 城鎮、地域
波波羅古洛伊斯城
波波羅古洛伊斯城地的城鎮

王家洞

### 年表
- AP485年 皮耶多羅誕生。
- AP495年 皮耶多羅討伐冰之魔王（(ポポロクロイス物語/ピエトロ王子の冒険・氷の魔王編）。
- AP497年 波波羅古洛伊斯被捲入夢幻フィールド(ポポローグ)。皮耶多羅舉行王位繼承儀式。艾利娜誕生，在那時保羅國王被闇奪去心靈(ピエトロ王子の冒険・闇の獅子王編)。
- AP500年 皮耶多羅が討伐 美之女神マイラ(ポポロクロイス物語Ⅱ/ピエトロ王子の冒険・美の女神編)。
- AP507年 皮諾誕生。
- AP515年 皮諾討伐闇之精靈ヤズム（はじまりの冒険）。波波羅克洛伊斯王國的住民被石化（月の掟の冒険）。

## 外部連結
- （日語）タモタモの部屋 (原作者個人網站) （页面存档备份，存于）
- 遊戲的發售商官方網頁
  - （日語）波波羅古洛伊斯 最初的冒險（PS2）
  - （日語）波波羅克洛伊斯 月之戒律的冒險（PS2）
  - （日語）波波羅克洛伊斯物語 皮耶多羅王子的冒險（PSP）
  - （英文）PoPoLoCrois
- 遊戲的發開商官方網頁
  - （日語）株式会社epics (舊稱・株式会社ジーアーティスツ) （页面存档备份，存于）